# Pedro Schwartz

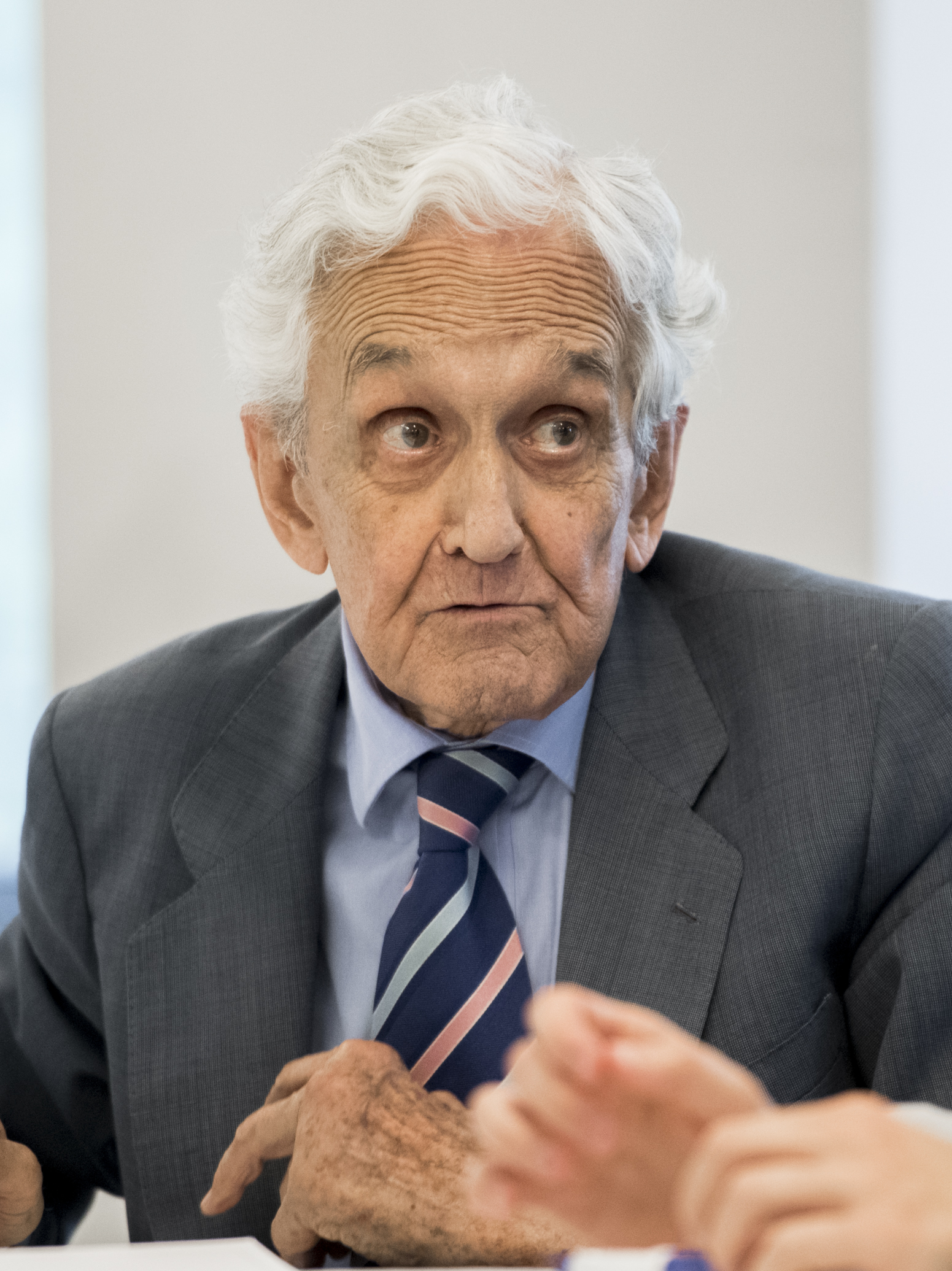
Pedro Schwartz (2019)

Pedro Schwartz Girón (* 30. Januar 1935 in Madrid) ist ein spanischer Politiker, Rechtswissenschaftler und Ökonom.

## Leben
Er ist der Sohn des Diplomaten Juan Schwartz Díaz-Flores und María del Carmen Girón y Caminos und Bruder des Diplomaten Fernando Schwartz.
Die Familie lebte lange in verschiedenen Ländern. Seine Kindheit verbrachte er in Wien, studierte jedoch in Madrid, wo er 1957 das Studium der Rechtswissenschaften an der Universidad Complutense abschloss. Er ist verheiratet und hat drei Kinder.

### Ausbildung
Nachdem ihm der diplomatische Dienst aufgrund seiner politischen Aktivitäten verboten wurde, promovierte er in Rechtswissenschaften an der Universität Madrid (1966). An der London School of Economics and Political Science (LSE) schrieb er zu John Stuart Mill (1965) eine weitere Doktorarbeit in Politikwissenschaften. In London kam er in Kontakt und zur Zusammenarbeit mit Ökonomen wie Lionel Robbins und dem Philosophen Karl Popper, der für Schwartz ein Mentor wurde. Er schloss 1972 sein Studium an der LSE mit einem Master in Wirtschaftswissenschaften ab.

### Beruflicher Werdegang
Nach seiner Rückkehr nach Spanien, arbeitete er in der Forschungsabteilung des Banco Urquijo, bevor er einen Platz in der Forschungsabteilung der Bank von Spanien erhielt (1967). Schwartz erhielt einen Lehrstuhl für "Geschichte der ökonomischen Theorien" an der Universität Madrid. Von 1970 bis 1992 lehrte er dort als Professor, wechselte 1992 an die Autonome Universität Madrid (1992–2003) und ist seit 2003 Lehrstuhlinhaber an der Universität San Pablo-CEU in Madrid.
Er hat zahlreiche Fachbeiträge veröffentlicht. Zu seinen Doktoranden gehören Wirtschaftswissenschaftler wie Francisco Rodríguez Cabrillo, Carlos Rodríguez Braun und Jesús Huerta de Soto.
Im September 1990 schlug ihn Königin Elisabeth II. zum "honorary Officer of the British Empire".  
Im Jahr 2003 wurde er in die Royal Academy of Moral and Political Sciences aufgenommen. 2010 erhielt er den König-Juan-Carlos-Preis für Wirtschaftswissenschaft.

### Politische Arbeit
Schwartz nahm an den Studentenprotesten im Februar 1956 teil, nachdem er mit liberalen Anschauungen in Berührung kam. Wegen seiner Teilnahme an den Protesten wurde er wegen der Bildung einer illegalen Vereinigung und Beamtenbeleidigung angeklagt. 
Schwartz gilt als neoliberaler Aktivist und konsequenter Verfechter des Wirtschaftsliberalismus. Er ist Mitglied der Mont Pelerin Society. Er gründete und leitete die Unión Liberal. 
Zu seinen politischen Kernthesen gehören die Betonung einer starken liberalen Lobbyarbeit und der Verbreitung liberaler Ideen.

## Werke (Spanisch)
- Prohibido prohibir (mit Esperanza Aguirre), Editorial Espasa, 2012
- La economía explicada a Zapatero y a sus sucesores, Editorial Espasa, 2011
- En busca de Montesquieu, Encuentro, 2007
- Milton Friedman, gigante del siglo XX, Fundación Universitaria CEU, 2007
- Introducción a la antropología del capitalismo, Fundación Universitaria CEU, 2007
- Variaciones sobre la historia del pensamiento económico, Cajamar, 2006
- La liberación del libro, una crítica del sistema de precio fijo, Instituto de libre comercio, 2000
- Queda mucho por hacer, Marcial Pons, 2000
- El grado de concentración de la distribución comercial en España, Instituto de libre comercio, 1999
- Nuevos ensayos liberales, Espasa, 1999
- El precio de los libros, Unión Editorial, 1998
- Bases genosóficas del liberalismo, Instituto de España, 1984
- Documenta. Canarias ante la CEE, Fundación Cánovas del Castillo, 1983
- Empresa y libertad, Unión Editorial, 1981
- Historia del Instituto Nacional de Industria, Tecnos, 1978
- La nueva economía política de John Stuart Mill, Tecnos, 1968